# Schlacht von Tegyra
Die Schlacht von Tegyra fand um 375 v. Chr. bei dem Dorf Tegyra in Böotien, nordöstlich von Orchomenos in Griechenland statt.
Die 300 Mann starke Heilige Schar aus der Vormacht des Böotischen Bundes, Theben, eine Eliteeinheit aus staatlich unterhaltenen Bürgersoldaten, schlug hier unter ihrem Feldherrn Pelopidas, von einer Reitereinheit unterstützt, eine wesentlich größere spartanische Truppe aus zwei Morai mit ca. 600 bis 1000 schwerbewaffneten Männern des Bürgerheeres.
Die thebanische Einheit bildete eine tiefe und schmale Formation, die die Phalanx der Spartaner durchschlug und so die erste Niederlage einer zahlenmäßig überlegenen spartanischen Truppe unter Bedingungen einer Feldschlacht verursachte.

## Antike Quellen
- Plutarch – Leben des Pelopidas
- Diodorus Siculus – Griechische Weltgeschichte, Buch 15